# Co-ed School
Co-Ed School (tiếng Hàn Quốc: 남녀공학) là một nhóm nhạc nam nữ 12 thành viên của Hàn Quốc và được Core Contents Media (nay là MBK Entertainment) thành lập vào năm 2010. Nhóm bao gồm 7 thành viên nam và 5 thành viên nữ. Co-Ed School có sân khấu ra mắt chính thức trên chương trình M! Countdown vào ngày 30 tháng 9, 2010 với ca khúc chủ đề "Too Late" được phát hành cùng ngày (bao gồm phần 1, phần 2 và bản remix) và với một MV 3D dài 7 phút được quảng cáo tại rạp Megabox của Samsung. Nhóm thường được gọi tắt là Co-ed. Từ đầu năm 2011, các thành viên trong Co-Ed School tách thành 2 nhóm nhỏ F-ve Dolls (nữ; 2011) và Speed (nam; 2012). Năm 2013, Core Contents Media đưa ra thông báo rằng họ không có kế hoạch hợp hai nhóm lại với nhau nữa do nhóm nhỏ đang hoạt động rất tốt và đã có sự thay đổi thành viên.

## Quá trình hình thành và phát triển

### 2010: Ra mắt và album đầu tiênSomething That Is Cheerful and Fresh
Chỉ sau ba tuần kể từ khi ra mắt, nhóm đã phát hành đĩa đơn thứ hai, "Bbiribbom Bberibbom" (삐리뽐 빼리뽐), sau đĩa đơn đầu tiên "Too Late". Phần nhạc hình của bài hát có sự tham gia của T-ara EunJung, được quay vào ngày 11.10.2010. Video ca nhạc tiếp theo dành cho bản ballad "Nae Simjangeul Ttwige Haneun Mar" (내 심장을 뛰게 하는 말 "I Love You A Thousand Times") của nhóm được phát hành vào ngày 18.10.2010. Nhóm đã trình diễn bài hát Bbiribbom Bberibbom lần đầu tiên vào ngày 21.10.2010 trên chương trình ca nhạc M! Countdown. Bbiribbom Bberibbom đạt vị trí 61 trên bảng xếp hạng Gaon Chart.
Mini album đầu tiên của nhóm Something That Is Cheerful and Fresh được phát hành vào ngày 28.10.2010. Mini album bao gồm ba bài hát đã phát hành trước đó và các bản hòa âm khác. Mặc dù chỉ giới hạn 20.000 bản, Core Contents Media đã công bố rằng mini album đã nhận được 50.000 đơn đặt hàng.

### 2011: 5Dolls và mini-album Charming Five Girls
Co-ed sẽ trở lại sân khấu âm nhạc vào tháng 2 năm 2011 với một mini album mới. Nhóm nhạc mới Co-ed sẽ cho ra mắt đơn vị nhóm nữ vào cuối tháng một.
Bao gồm bốn thành viên nữ ban đầu của nhóm, Core Contents Media bổ sung thêm một thành viên nữ mới vào đơn vị nhóm. Thành viên mới được tiết lộ tên là Seo Eunkyo, một nữ sinh trung học. Core Contents Media đã tiết lộ vào ngày 28.12.2010 rằng: "Để cho thấy hình ảnh đa dạng của nhóm đến với người hâm mộ. Co-ed sẽ thành lập một đơn vị nhóm nhạc nữ có tên là "5dolls". Nhóm nhạc nhỏ này đại diện cho hình ảnh năm cô búp bê tạo nên Co-ed. Thành viên mới nhất "Seo Eunkyo", cùng tuổi với thành viên One Star Hyewon, đã được tập luyện với các thành viên nữ khác trong một khoảng thời gian". Họ cũng tiết lộ: "Cha của Seo Eunkyo sở hữu một trường học khiêu vũ vì thế cô ấy học được cách nhảy từ khi lên tám tuổi. Cô ấy được đào tạo nhảy trong tám năm nay và giọng hát của cô ấy rất đặc biệt."
Họ tiếp tục: "Cô ấy không gặp bất kỳ khó khăn nào để hòa nhập vào nhóm và tất cả năm thành viên cùng làm việc chăm chỉ với nhau để cho ra mắt "5dolls". Họ cũng đề cập rằng Seo Eunkyo đã được đào tạo trong một thời gian ngắn tại JYP Entertainment.
Vào ngày 7 tháng 2 năm 2011, 5dolls phát hành MV teaser ra mắt của nhóm. Ca khúc chủ đề, "Lip Stains", được sản xuất bởi Brave Brothers. Lip Stains có một giai điệu mạnh mẽ với âm thanh gây nghiện. Video ca nhạc được đạo diễn bởi Cha Euntaek – Đạo diễn nổi tiếng của CF Anymotion. Phần nhạc hình bài hát có sự tham gia của Jay Park.
Vào ngày 16 tháng 2 năm 2011, nhóm nhỏ 5dolls phát hành MV "Neo Mariya" (너 말이야 "Your Words") và ra mắt mini-album "Charming Five Girls".
5dolls phát hành mini album thứ hai "Time To Play" vào ngày 11 tháng 5 năm 2011 với ca khúc chủ đề "Like This Or That" (이러쿵 저러쿵) trong cùng khoảng thời gian phát hành MV "Like This Or That".
Vào ngày 4 tháng 11 năm 2011, thành viên Yoosung đã đăng ảnh chụp cùng với thành viên mới - Shin Jongkook, sau sự rời khỏi của thành viên Kangho vì muốn tập trung vào sự nghiệp diễn xuất. Shin Jongkook được thêm vào Co-ed School ngay sau thời điểm công bố tin Kangho rời khỏi nhóm. Joongkook sẽ ra mắt cùng với đội hình nhóm nhỏ nam và sự trở lại đầy đủ của Co-ed School.

### 2012: Ra mắt SPEED - Sự trở lại của Co-ed
Sáu thành viên nam của Co-ed School được ra mắt như đơn vị nhóm thứ hai, với tên gọi SPEED. Sản phẩm âm nhạc đầu tiên của SPEED là phiên bản làm lại của T-ara "Lovey Dovey" - "Lovey Dovey Plus". Co-ed được dự kiến bằng sự trở lại đầy đủ của nhóm vào cuối năm nay.
Vào tháng 2 năm 2012, Co-ed School chuyển từ Core Contents Media sang GM Media, đứng đầu là Giám đốc điều hành Kwon Sibong, đối tác của Giám đốc điều hành Core Contents Media Kim Kwangsoo trong 10 năm. Cùng với điều này, leader Soomi đã quyết định hoạt động độc lập và rút khỏi nhóm nhưng vẫn hoạt động dưới sự quản lý của Core Contents Media. Thay thế cho thành viên Soomi là một thành viên nữ mới Nayeon. Một thành viên nam mới cũng được bổ sung vào nhóm nhỏ SPEED Park Sejoon.

## Thành viên

### Girls
Star Light Chanmi (별빛찬미)
- Tên thật: Heo Chan Mi (Hangul: 허찬미)
- Sinh nhật: 6/4/1992
- Vị trí: Hát chính
- Từng là thực tập sinh của SM và là cựu thành viên của dự án nhóm thành lập SNSD.

One Light Hyoyoung (한빛효영)
- Tên thật: Ryu Hyo Young (Hangul: 류효영)
- Sinh nhật: 22/4/1993
- Vị trí: Hát phụ, rap chính
- Em gái sinh đôi của cô, Hwayoung, là thành viên của T-ara. Từng đóng phim 'Greatest Love' và 'Jungle Fish 2'.

One Star Hyewon (한별혜원)
- Tên thật: Jin Hye Won (Hangul: 진혜원)
- Sinh nhật: 6/3/1995
- Vị trí: Hát phụ, nhảy chính, rap phụ
- Từng là người mẫu ảnh trước khi ra mắt với Co-ed. Được biết đến như là bản sao của Kara's Goo Hara.

Eunkyo (은교)
- Tên thật: Seo Eun Kyo (Hangul: 서은교)
- Sinh nhật: 21/3/1995
- Vị trí: Hát dẫn, nhảy chính
- Gia nhập Co-ed vào ngày 31 tháng 12 năm 2010 với tư cách thành viên thứ 11.

Nayeon (나연)
- Tên thật: Han Nayeon (Hangul: 한나연)
- Sinh nhật: 1991
- Vị trí: Hát phụ, Maknae
- Gia nhập Co-ed vào ngày 17 tháng 2 năm 2012 sau sự rời khỏi của thành viên Soomi.

### Boys
Rascal Kwangheng (악동광행)
- Tên thật: Lee Kwang Haeng (Hangul: 이광행)
- Sinh nhật: ngày 20 tháng 1 năm 1990
- Vị trí: Hát phụ, rapper, nhảy phụ
- Thành viên cao nhất Co-ed. Từng đóng trong phim Death Bell 2 và có sự xuất hiện nhỏ trong phim Coffee House tập 14 và 15.

Sky Earth Yoosung (천지유성)
- Tên thật: Kim Jung Woo (Hangul: 김정우)
- Sinh nhật: ngày 9 tháng 5 năm 1990
- Vị trí: Hát chính
- Tửng là thực tập sinh của F&C Entertainment. Trưởng nhóm đơn vị nam SPEED.

Sage Taewoon (지혜태운)
- Tên thật: Woo Tae Woon (Hangul: 우태운)
- Birthday: 11/5/1990
- Vị trí: Rapper, hát phụ
- Anh trai của Zico, thành viên Block B. Từng xuất hiện với một vai nhỏ trong phim 'Can You Hear My Heart'. Anh còn tham gia rap trong ca khúc "Jeon Won Diary" của Tara N4

Balance Noori (가온누리)
- Tên thật: Kang In Oh (Hangul: 강인오)
- Sinh nhật: 3/3/1993
- Vị trí: Rapper, hát phụ
- Từng xuất hiện trong MV T-ara "Roly Poly" và phiên bản tiếng Nhật của MV T-ara "Bo Peep Bo Peep".

Solid Sungmin (알찬성민)
- Tên thật: Choi Sung Min (Hangul: 최성민)
- Sinh nhật: ngày 17 tháng 12 năm 1995
- Vị trí: Hát chính, rap chính
- Thành viên nam trẻ nhất.

Saejoon (세준)
- Tên thật: Saejoon (Hangul: 세준)
- Sinh nhật:
- Vị trí: Hát phụ
- Gia nhập Co-ed vào ngày 17 tháng 2 năm 2012 cùng với thành viên Nayeon.

### Thành viên cũ
Smile Soomi (미소수미)
- Tên thật: Lee Soo Mi (Hangul: 이수미)
- Ngày sinh: 3/3/1989
- Vị trí: hát chính
- Từng là thành viên của SeeYa. Ra khỏi nhóm để theo đuổi sự nghiệp solo.

Hot Blood Kangho (열혈강호)
- Tên thật: Park Yong Su (Hangul: 박용수)
- Sinh nhật: 14/12/1991
- Vị trí: hát phụ
- Ra khỏi nhóm để theo đuổi sự nghiệp diễn viên.

## Danh sách đĩa nhạc

### Mini albums
| Năm  | Thông tin |
| ---- | --- |
| 2010 | Something That Is Cheerful and Fresh - Ngày phát hành: ngày 28 tháng 10 năm 2010 - Ngôn ngữ: Korean - Độ dài: 26:22 - Hãng đĩa: Core Contents Media |

### Đĩa đơn
| Năm  | Tựa đề                | Vị trí trên bảng xếp hạng | Album                                |
| Năm  | Tựa đề                | Gaon Chart                | Album                                |
| ---- | --------------------- | ------------------------- | ------------------------------------ |
| 2010 | "Too Late"            | 13                        | Something That is Cheerful and Fresh |
| 2010 | "Bbiribbom Bberibbom" | 61                        | Something That is Cheerful and Fresh |

### Music videos
| Năm  | Music video                   | Độ dài |
| ---- | ----------------------------- | ------ |
| 2010 | "Too Late"                    | 6:56   |
| 2010 | "Bbiribbom Bberibbom"         | 4:14   |
| 2010 | "I Love You A Thousand Times" | 3:59   |